# 紅斑裸頰鯛
紅斑裸頰鯛，又稱紅斑龍占，為輻鰭魚綱鱸形目鱸亞目龍占魚科的其中一種，分布於印度洋區，包括坦尚尼亞、馬達加斯加北部、安達曼群島、印尼西南部等海域，棲息深度可達220公尺，體長可達76公分，生活在深水礁石區，屬肉食性，以魚類、甲殼類等為食，可作為食用魚。

## 擴展閱讀
維基物種上的相關：紅斑裸頰鯛